# Paul Méfano

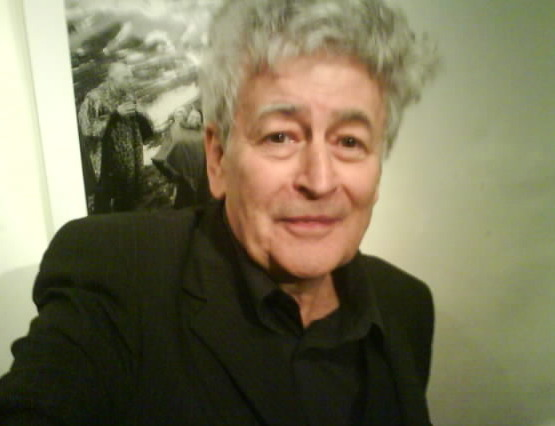
Paul Méfano (2009)

Paul Méfano (* 6. März 1937 in Basra/Irak; † 15. September 2020) war ein französischer Komponist und Musikpädagoge.

## Leben
Méfano studierte am Conservatoire de Paris bei Andrée Vaurabourg-Honegger, Darius Milhaud und Georges Dandelot. Daneben besuchte er Kurse bei Pierre Boulez, Karlheinz Stockhausen und Henri Pousseur, nahm an den Darmstädter Ferienkursen teil und studierte Komposition bei Olivier Messiaen.
Von 1966 bis 1968 lebte Méfano in den USA, danach ein Jahr in Berlin. 1970 kehrte er nach Frankreich zurück und gründete dort das Ensemble 2e2m für zeitgenössische Musik. Von 1972 bis 1988 leitete er das Konservatorium von Champigny-sur-Marne, dann unterrichtete er Komposition und Orchestration am Conservatoire de Paris und wurde 1996 Direktor der des Konservatoriums von Versailles.
Neben Werken für Einzelinstrumente und Kammermusik komponierte Méfano Vokal- und Orchesterwerke und die action musicale Micromégas I. Er wurde u. a. als Ritter des Ordre national du Mérite (1980) und Kommandeur des Ordre des Arts et des Lettres (1985), mit dem Grand prix national de la musique und dem Prix Sacem für sinfonische Musik ausgezeichnet.
Méfano starb am 15. September 2020 im Alter von 83 Jahren.

## Werke
- Involutive... für Klarinette, 1959
- Lignes für Bass und Ensemble, 1968
- Ondes-Espaces mouvants für Ensemble, 1975
- Mouvement calme für Streichquartett, 1976
- Micromégas, action lyrique in siebwen Bildern (nach Voltaire), 1979
- Traits suspendus für Bassflöte, 1980
- Voyager, Intermezzo für die Oper Micromégas, 1989
- La matrice des vents für Shō und Tonband, 1991
- Scintillante für Fagott und MIDI keyboard, 1991
- Mémoire de la porte blanche für Klavier, 1991
- Asahi für Oboe und elektronische Musik, 1992
- Dragonbass für Bass, zwei Saxophone und Synthesizer, 1993
- Deux mélodies für Sopran, Mezzosopran, Bassklarinette und Viola, 1995
- Mon ami Emile, une interprétation des Valses de Waldteufel, 1. Buch: drei Walzerzyklen für Flöte, Klarinette, Klavier und Streichquartett, 1995–96
- Trois chants 1958 für Sopran, drei Saxophone, drei Schlagzeuger und drei Celli, 1997
- Cinq pièces für zwei Violinen, 1998
- Mon ami Emile, une interprétation des Valses de Waldteufel, 2. Buch für Flöte, Klarinette, Klavier, Harmonium und Streichquartett, 1998
- Hélios für Flöte und Streichtrio, 1998
- Alone for violin, 1999
- Etrange/arrêtée/seule froissée für zwei Flöten, Violine, Cello und Perkussion
- Tronoën für Cello solo, 2001
- Jades für Flöte, Klarinette, Gitarre und zwei Celli, 2003
- Instantanées, 25 kleine Stücke für Soloinstrumente
- Cendre für Stimme und Ensemble, 2008